# Ulmjärv
Ulmjärv är en sjö i Överkalix kommun i Norrbotten och ingår i Kalixälvens huvudavrinningsområde. Sjön har en area på 0,241 kvadratkilometer och ligger 169 meter över havet.

## Delavrinningsområde
Ulmjärv ingår i det delavrinningsområde (741082-177225) som SMHI kallar för Mynnar i Tvärån. Medelhöjden är 178 meter över havet och ytan är 37,64 kvadratkilometer. Räknas de 10 avrinningsområdena uppströms in blir den ackumulerade arean 183,15 kvadratkilometer. Kattån som avvattnar avrinningsområdet har biflödesordning 4, vilket innebär att vattnet flödar genom totalt 4 vattendrag innan det når havet efter 137 kilometer. Avrinningsområdet består mestadels av skog (74 procent) och sankmarker (19 procent). Avrinningsområdet har 0,24 kvadratkilometer vattenytor vilket ger det en sjöprocent på 0,6 procent.